# Trịnh Đức Tâm
Dans ce nom vietnamien, le nom de famille, Trịnh, précède le nom personnel.
Trịnh Đức Tâm, né le 4 décembre 1992 à Hưng Yên, est un coureur cycliste vietnamien.

## Palmarès et résultats

### Palmarès par année
- 2011
  - 1re étape de la HTV Cup
- 2012
  - 2e étape de la Return to Truong Son Race
  - 2e du Tour de Brunei
- 2013
  -  Médaillé d'or du contre-la-montre par équipes aux Jeux d'Asie du Sud-Est[n 1]
  -  Médaillé d'argent du championnat d'Asie sur route espoirs
- 2014
  -  Champion du Viêt Nam du contre-la-montre
- 2015
  - 17e étape de la HTV Cup
  -  Médaillé de bronze du contre-la-montre aux Jeux d'Asie du Sud-Est
- 2016
  - Tour de Siak :
    - Classement général
    - 2e étape

  - 2e du championnat du Viêt Nam du contre-la-montre
- 2017
  -  Champion du Viêt Nam du contre-la-montre
  - 18e étape de la HTV Cup
  -  Médaillé de bronze du contre-la-montre par équipes aux Jeux d'Asie du Sud-Est
- 2018
  - 2e du championnat du Viêt Nam sur route
  - 3e du championnat du Viêt Nam du contre-la-montre
- 2021
  - 16e étape de la HTV Cup
- 2023
  -  Champion du Viêt Nam sur route
  - 10e étape de la HTV Cup

### Classements mondiaux
| Année         | 2012 | 2013 | 2014 | 2015 | 2016 |
| ------------- | ---- | ---- | ---- | ---- | ---- |
| UCI Asia Tour | 59e  | 205e |      | 318e | 326e |